# Frantz Gotthard Howitz
Frantz Gotthard Howitz, född den 25 december 1789, död den 3 april 1826, var en dansk läkare och filosof. Han var farbror till Frantz och Georg Howitz.
Howitz var sedan 1819 professor i farmakologi och rättsmedicin. Genom skriften Om Afsindighed og Tilregnelse (1824) med fortsättningen Determinismen eller Hume mod Kant intager Howitz en plats i den danska filosofins historia. Han uppträdde nämligen som ivrig determinist och gav därigenom anledning till en allvarsam diskussion om viljans frihet, vilken hävdades av flera författare, särskilt A.S. Örsted, J.P. Mynster och Peder Hjort.